# Tantilla cuniculator
Tantilla cuniculator – gatunek węża z rodziny połozowatych (Colubridae). Endemit półwyspu Jukatan w Ameryce Centralnej.

## Systematyka
Takson ten jako pierwszy opisał w 1939 roku amerykański herpetolog Hobart Muir Smith, nadając mu nazwę Tantilla moesta cuniculator, czyli uznając go za podgatunek Tantilla moesta. Już 3 lata później ten sam autor uznał go jednak za odrębny gatunek.
Gatunek należy do rodziny połozowatych. Starsze źródła również umieszczają Tantilla w tej samej rodzinie Colubridae, choć używają polskiej nazwy wężowate czy też węże właściwe, zaliczanej do infrapodrzędu Caenophidia, czyli węży wyższych. W obrębie rodziny rodzaj Tantilla wchodzi w skład podrodziny Colubrinae.

## Rozmieszczenie geograficzne
Łuskonośny ten zamieszkuje północne Belize, północ departamentu Petén w Gwatemali oraz północ stanu Quintana Roo i stan Jukatan w Meksyku.

## Ekologia
Gad zasiedla ciernistą roślinność i tropikalne lasy wiecznie zielone. Radzi sobie w lasach zmienionych działalnością ludzką, ale nie w okolicy domostw ludzkich.
Jego pożywienie stanowią m.in. wije.